# 絶叫計画 (映画シリーズ)
「絶叫計画」シリーズ（Scary Movie）は、アメリカの映画シリーズで、主にホラー映画を模倣した5つのパロディ映画で構成されている。これまでに全世界で約9億ドルの興行収入を記録している。アンナ・ファリスとレジーナ・ホールがシンディ・キャンベルとブレンダ・ミークスを演じ、第5作目を除くすべての作品に登場している。
このフランチャイズを開発したのは、キーネン、ショーン、マーロンのウェイアンズ兄弟で、前2作はキーネンが監督と監督を務め、後2人は出演も務めた。ディメンション・フィルムズが製作し、ミラマックス・フィルムズ（1–3）とワインスタイン・カンパニー（4–5）が配給を務めた。

## 映画
| 映画                         | 米国公開日     | 監督                                 | 脚本 | 製作                                        |
| ---------------------------- | -------------- | ------------------------------------ | --- | ------------------------------------------- |
| 最終絶叫計画 Scary Movie     | 2000年7月7日   | キーネン・アイヴォリー・ウェイアンズ | アーロン・セルツァー フィル・ボーマン ショーン・ウェイアンズ バディ・ジョンソン マーロン・ウェイアンズ ジェイソン・フリードバーグ                                    | エリック・L・ゴールド リー・R・メイズ       |
| 最'新'絶叫計画 Scary Movie 2 | 2001年7月4日   | キーネン・アイヴォリー・ウェイアンズ | デイヴ・ポルスキー トーマス・クレイグ クレイグ・ウェイアンズ ショーン・ウェイアンズ マーロン・ウェイアンズ グレッググラビアンスキー マイケル・アンソニー・スノーデン | エリック・L・ゴールド                       |
| 最'狂'絶叫計画 Scary Movie 3 | 2003年10月24日 | デヴィッド・ザッカー                 | パット・プロフト クレイグ・マジン | デヴィッド・ザッカー ロバート・K・ワイス    |
| 最終絶叫計画4 Scary Movie 4  | 2006年4月14日  | デヴィッド・ザッカー                 | パットプロフト クレイグ・マジン ジム・エイブラハムズ | クレイグ・マジン ロバート・K・ワイス        |
| 最終絶叫計画5 Scary Movie 5  | 2013年4月12日  | マルコム・D・リー                    | パットプロフト デヴィッド・ザッカー | デヴィッド・ザッカー フィル・ドーンフェルド |

### 最終絶叫計画（2000年）
『最終絶叫計画』は、シリーズの第1作目。全世界で2億7,801万9,771ドルという、シリーズ最高の興行収入を記録した。『スクリーム』や『ラストサマー』を中心に、いくつかの映画やテレビ番組を模して作られている。
シンディ・キャンベル（アンナ・ファリス）、ボビー・プリンツ（ジョン・エイブラハムズ）、バフィー・ギルモア（シャノン・エリザベス）、グレッグ・フィリップ（ロックリン・マンロー）、レイ・ウィルキンス（ショーン・ウェイアンズ）、ブレンダ・ミークス（レジーナ・ホール）からなるティーンエイジャーのグループは、誤って車で男性をはねてしまった後、その遺体を湖に捨てて二度と口にしないことを決めた。1年後、ゴーストフェイスのマスクとローブを着た何者かが、彼らを一人ずつ殺していく。

### 最'新'絶叫計画（2001年）
『最'新'絶叫計画』は、シリーズの第2作目。全世界で1億4,122万6,678ドル、米国では7,130万8,997ドルの興行収入を記録した。この作品はR指定の最後の作品であり、ウェイアンズ兄弟のシリーズへの最後の関与だった。
映画は『エクソシスト』のパロディで始まる。ミーガン・ボーヒーズ（架空の連続殺人犯ジェイソン・ボーヒーズと同じ名字）がヒュー・ケインに憑依され、マクフィーリー神父とハリス神父（ジェームズ・ウッズとアンディ・リクター）の2人の神父がヒュー・ケインを強制的に追い出すことになる。しかし、ミーガンがマクフィーリーの母親を侮辱した後、彼は彼女の頭を撃ち抜く。
この作品では、シンディ、ブレンダ、レイ、ショーティが復帰。グレッグ、バフィー、ボビーの代わりに、バディ（クリストファー・マスターソン）、テオ（キャスリーン・ロバートソン）、アレックス（トリ・スペリング）が登場する。

### 最'狂'絶叫計画（2003年）
『最'狂'絶叫計画』は、シリーズの第3作目。全世界で2億2,067万3,217ドルの興行収入を上げ、シリーズで2番目に成功した作品。この映画のプロットは、『ザ・リング』や『サイン』をはじめ、いくつかの映画や有名人をパロディ化したものである。マイケル・ジャクソンは、自分が児童虐待をしているように見えたり、付け鼻をしているようなパロディをしたとして、映画製作者たちを訴えることを計画した。この作品は、米国でPG-13のレーティングを受けたシリーズ初の作品であり、ウェイアンズ家族が関与していない初の作品でもある。
この映画は、古い農場の近くで発見された奇妙なミステリー・サークルと、奇妙なビデオテープの流通を中心に展開される。このテープを見ると電話が鳴り、不気味な声で「あなたはあと7日で死ぬ」と言われる。シンディは、7日後に死ぬと聞いて、ジョージ（サイモン・レックス）というラッパー（『8 Mile』のジミー "B-ラビット "スミス・ジュニアのパロディ）と恋に落ちる。一方、ジョージと兄のトム（チャーリー・シーン）は、トウモロコシ畑でミステリー・サークルを発見した農民であるが、地球外生命体がテープを見た人々の死の原因となった殺人者を破壊するために地球に来ていることを知る。

### 最終絶叫計画4（2006年）
『最終絶叫計画4』は、シリーズの第4作目。この作品は、公開週末の興行収入が4,000万ドルに達し、シリーズの中で3番目に良いオープニングとなった。全世界での興行収入は1億7,804万9,620ドルで、シリーズ第3位の興行収入を記録している。パロディの主なターゲットは、『宇宙戦争』、『ソウ』、『ヴィレッジ』、『ザ・グラッジ 死霊の棲む屋敷』。この作品は、1作目から始まったストーリー・アークを完結させ、オリジナルキャストが登場する最後の作品でもある。

### 最終絶叫計画5（2013年）
『最終絶叫計画5』は、シリーズの第5作目。アンナ・ファリスとレジーナ・ホールが出演していない唯一の作品である。この作品は批評家やファンから酷評され、全世界で7,299万2,798ドルの興行収入は、シリーズで最低だった。
ジョディ（アシュレイ・ティスデイル）とダンサンダース（サイモン・レックス）は、3人の謎の子供を養子にした後、新しい家に引っ越した。イベントを記録するビデオカメラがあり、ジョディとダンはすぐに「ママ」として知られている強力な生き物が彼らを悩ませていることを発見し、彼らの新しく養子になった子供たちを主張しようとする。

## 評価

### 興行成績
| 映画           | 公開日         | 興行収入     | 興行収入     | 興行収入     | 興行成績 | 興行成績   | 製作費       | 出典          |
| 映画           | 公開日         | 北米         | その他の地域 | 全世界       | 米国歴代 | 全世界歴代 | 製作費       | 出典          |
| -------------- | -------------- | ------------ | ------------ | ------------ | -------- | ---------- | ------------ | ------------- |
| 最終絶叫計画   | 2000年7月7日   | $157,019,771 | $121,000,000 | $278,019,771 | #221     | #326       | $19 million  | [ 5 ]         |
| 最'新'絶叫計画 | 2001年7月4日   | $ 71,308,997 | $ 69,911,681 | $141,220,678 | #854     |            | $45 million  | [ 6 ]         |
| 最'狂'絶叫計画 | 2003年10月24日 | $110,003,217 | $110,670,000 | $220,673,217 | #453     | #449       | $48 million  | [ 7 ]         |
| 最終絶叫計画4  | 2006年4月14日  | $ 90,710,620 | $ 87,552,000 | $178,262,620 | #606     |            | $45 million  | [ 8 ] [ 9 ]   |
| 最終絶叫計画5  | 2013年4月12日  | $ 32,015,787 | $ 46,362,957 | $ 78,378,744 | #2,109   |            | $20 million  | [ 10 ] [ 11 ] |
| 合計           | 合計           | $461,058,392 | $435,496,638 | $896,555,030 |          |            | $177 million |               |

### 批評家と一般人の反応
| 映画           | Rotten Tomatoes         | Metacritic           | CinemaScore |
| -------------- | ----------------------- | -------------------- | ----------- |
| 最終絶叫計画   | 53％（116件のレビュー） | 48（32件のレビュー） | B-          |
| 最'新'絶叫計画 | 15％（109件のレビュー） | 29（25件レビュー）   | B           |
| 最'狂'絶叫計画 | 35％（131件のレビュー） | 49（27件のレビュー） | B           |
| 最終絶叫計画4  | 35％（128件のレビュー） | 40（23件のレビュー） | C+          |
| 最終絶叫計画5  | 4％（51件のレビュー）   | 11（16件のレビュー） | C-          |

### IMDb
- Scary Movie - IMDb（英語）
- Scary Movie 2 - IMDb（英語）
- Scary Movie 3 - IMDb（英語）
- Scary Movie 4 - IMDb（英語）
- Scary Movie 5 - IMDb（英語）

### Box Office Mojo
- Scary Movie Series Grosses - Box Office Mojo（英語）
- Scary Movie - Box Office Mojo（英語）
- Scary Movie 2 - Box Office Mojo（英語）
- Scary Movie 3 - Box Office Mojo（英語）
- Scary Movie 4 - Box Office Mojo（英語）
- Scary Movie 5 - Box Office Mojo（英語）

### Rotten Tomatoes
- Scary Movie - Rotten Tomatoes（英語）
- Scary Movie 2 - Rotten Tomatoes（英語）
- Scary Movie 3 - Rotten Tomatoes（英語）
- Scary Movie 4 - Rotten Tomatoes（英語）
- Scary Movie 5 - Rotten Tomatoes（英語）

### Metacritic
- Scary Movie - Metacritic（英語）
- Scary Movie 2 - Metacritic（英語）
- Scary Movie 3 - Metacritic（英語）
- Scary Movie 4 - Metacritic（英語）
- Scary Movie 5 - Metacritic（英語）